# Callicebus
Genre
Callicebus est un genre de Primates de la famille des Pitheciidae. Ce sont des petits singes du singes du Nouveau Monde (Platyrrhini) plus communément appelés des titis ou callicèbes. 
Historiquement, Callicebus était considéré comme l'unique genre non éteint de la sous-famille des Callicebinae, mais, une révision taxinomique publiée en 2016 a proposé de répartir dans trois genres distincts : Callicebus, Cheracebus et Plecturocebus. Le genre Callicebus ne comprendrait ainsi plus que les espèces dites du groupe de Callicebus personatus.

## Description
Les différentes espèces de titis varient considérablement en termes de couleurs, mais se ressemblent toutes d'un point de vue morphologique. Ils ont une longue fourrure tirant généralement sur le rouge, le marron, le gris ou encore sur le noir. Quelques espèces ont un front noir ou blanc contrastant avec le reste du visage et/ou du corps. La queue est toujours très velue et n'est pas préhensile.

## Classification
Ce genre a été décrit pour la première fois en 1903 par Michael Rogers Oldfield Thomas, par le mammalogiste anglais (1858-1929).
Il a été un temps considéré comme étant le seul genre non éteint de la sous-famille des Callicebinae, subdivisé en deux sous-genres : Callicebus (Callicebus) et Callicebus (Torquatus). Des travaux publiés en 2016-2017 par Byrne & al. ont démontré qu'il était plus approprié de répartir les espèces dans trois genres distincts : Callicebus, Cheracebus et Plecturocebus.

### Liste d'espèces

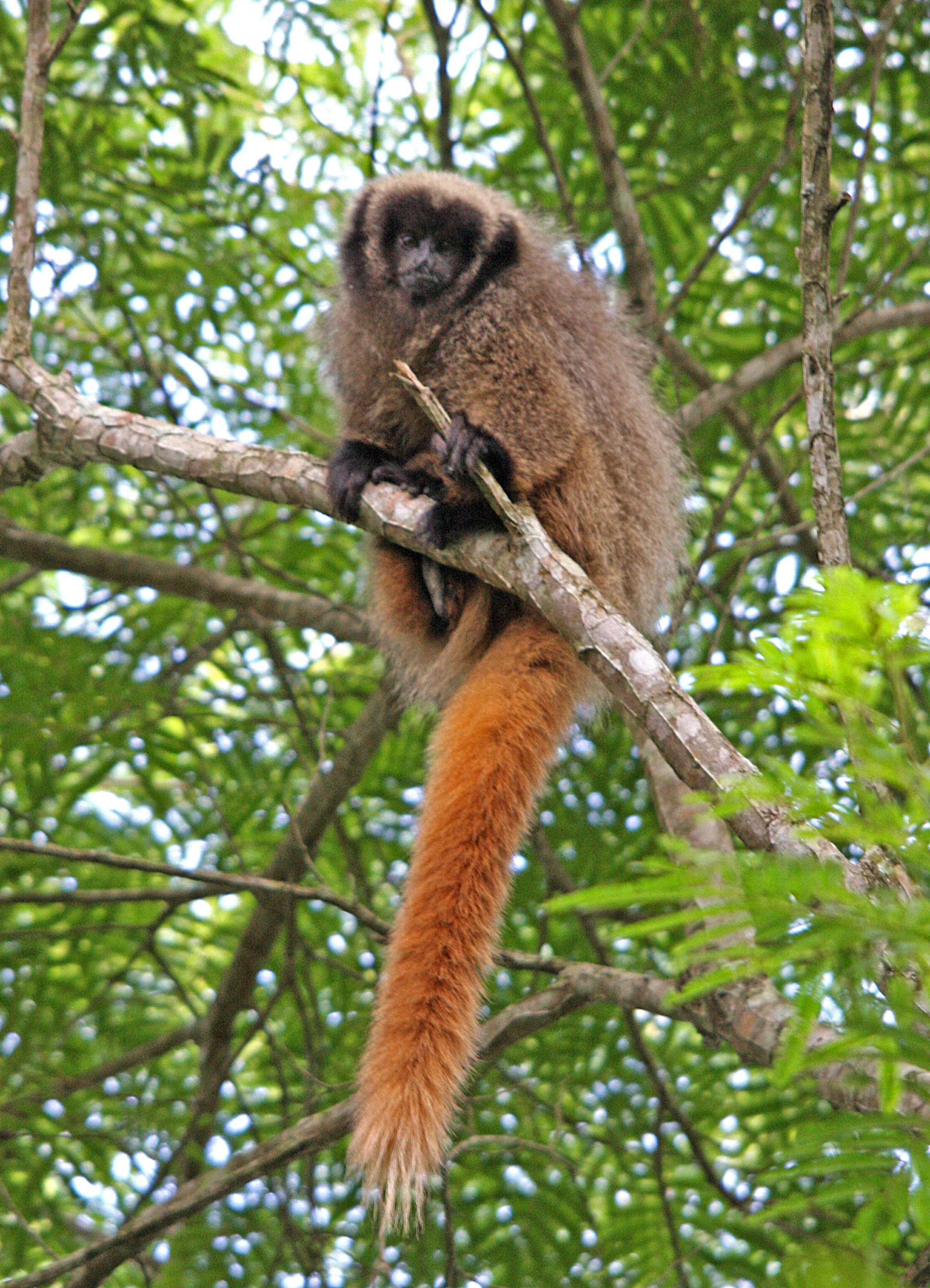
Callicebus nigrifrons

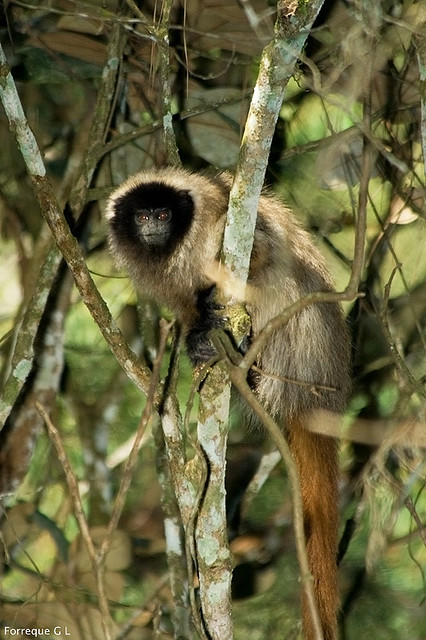
Callicebus personatus

| Groupes             | D'après Groves (2005)     | D'après Byrne et al. (2016) | Auteurs                                          | Date | Noms en français            |
| ------------------- | ------------------------- | --------------------------- | ------------------------------------------------ | ---- | --------------------------- |
|                     |                           |                             |                                                  |      |                             |
|                     | sous-genre Callicebus     | genre Callicebus            | Thomas                                           | 1903 |                             |
| groupe personatus   | Callicebus personatus     | Callicebus personatus       | É. Geoffroy                                      | 1812 | Titi à masque               |
| groupe personatus   | Callicebus melanochir     | Callicebus melanochir       | Wied-Neuwied                                     | 1820 |                             |
| groupe personatus   | Callicebus nigrifrons     | Callicebus nigrifrons       | Spix                                             | 1823 | Titi à front noir           |
| groupe personatus   | Callicebus barbarabrownae | Callicebus barbarabrownae   | Hershkovitz                                      | 1990 |                             |
| groupe personatus   | Callicebus coimbrai       | Callicebus coimbrai         | Kobayashi & Langguth                             | 1999 | Titi de Coimbra             |
|                     |                           | genre Plecturocebus         | Byrne et al.                                     | 2016 |                             |
| groupe moloch       | Callicebus moloch         | Plecturocebus moloch        | Hoffmannsegg                                     | 1807 | Titi molock                 |
| groupe moloch       | Callicebus cinerascens    | Plecturocebus cinerascens   | Spix                                             | 1823 | Titi gris cendré            |
| groupe moloch       | Callicebus brunneus       | Plecturocebus brunneus      | Wagner                                           | 1842 | Titi brun                   |
| groupe moloch       | Callicebus hoffmannsi     | Plecturocebus hoffmannsi    | Thomas                                           | 1908 | Titi de Hoffman             |
| groupe moloch       | Callicebus baptista       | Plecturocebus baptista      | Lönnberg                                         | 1939 |                             |
| groupe moloch       | Callicebus bernhardi      | Plecturocebus bernhardi     | M. van Roosmalen, T. van Roosmalen & Mittermeier | 2002 | Titi du Prince Bernhard     |
| groupe cupreus      | Callicebus cupreus        | Plecturocebus cupreus       | Spix                                             | 1823 | Titi roux                   |
| groupe cupreus      | Callicebus discolor       | Plecturocebus discolor      | I. Geoffroy & Deville                            | 1848 |                             |
| groupe cupreus      | Callicebus ornatus        | Plecturocebus ornatus       | Gray                                             | 1866 |                             |
| groupe cupreus      | Callicebus caligatus      | Plecturocebus caligatus     | Wagner                                           | 1842 | Titi botté                  |
| groupe cupreus      |                           | Plecturocebus toppini       | Thomas                                           | 1914 |                             |
| groupe cupreus      | Callicebus stephennashi   | Plecturocebus stephennashi  | M. van Roosmalen, T. van Roosmalen & Mittermeier | 2002 | Titi de Stephen Nash        |
| groupe cupreus      |                           | Plecturocebus aureipalatii  | Wallace et al.                                   | 2006 |                             |
| groupe cupreus      |                           | Plecturocebus caquetensis   | Defler, Bueno & Garcia                           | 2010 |                             |
| groupe cupreus      |                           | Plecturocebus vieirai       | Gualda-Barros, Nascimento & Amaral               | 2012 |                             |
| groupe cupreus      |                           | Plecturocebus miltoni       | Dalponte, Silva & Silva-Júnior                   | 2014 |                             |
| groupe donacophilus | Callicebus donacophilus   | Plecturocebus donacophilus  | d'Orbigny                                        | 1836 | Titi d'Orbigny              |
| groupe donacophilus | Callicebus pallescens     | Plecturocebus pallescens    | Thomas                                           | 1907 |                             |
| groupe donacophilus | Callicebus oenanthe       | Plecturocebus oenanthe      | Thomas                                           | 1924 | Titi des montagnes du Pérou |
| groupe donacophilus | Callicebus olallae        | Plecturocebus olallae       | Lönnberg                                         | 1939 | Titi d'Olalla               |
| groupe donacophilus | Callicebus modestus       | Plecturocebus modestus      | Lönnberg                                         | 1939 |                             |
| groupe donacophilus |                           | Plecturocebus urubambensis  | Vermeer & Tello-Alvarado                         | 2015 |                             |
|                     | sous-genre Torquatus      | genre Cheracebus            | Byrne et al.                                     | 2016 |                             |
| groupe torquatus    | Callicebus torquatus      | Cheracebus torquatus        | Hoffmannsegg                                     | 1807 | Titi à collier              |
| groupe torquatus    | Callicebus lugens         | Cheracebus lugens           | Humboldt                                         | 1811 |                             |
| groupe torquatus    | Callicebus lucifer        | Cheracebus lucifer          | Thomas                                           | 1914 |                             |
| groupe torquatus    | Callicebus purinus        | Cheracebus purinus          | Thomas                                           | 1927 |                             |
| groupe torquatus    | Callicebus regulus        | Cheracebus regulus          | Thomas                                           | 1927 |                             |
| groupe torquatus    | Callicebus medemi         | Cheracebus medemi           | Hershkovitz                                      | 1963 |                             |